# Mandau
Die Mandau (tschechisch Mandava) ist ein 40,9 km langer Fluss in Tschechien und Sachsen.

## Verlauf
Die Mandau entspringt in mehreren Quellen nordöstlich von Brtníky (Zeidler) bzw. nördlich des Vlčí hora (Wolfsberg; 590,8 m n.m.) im Schluckenauer Zipfel (Lausitzer Bergland), die sich bei Panský (Herrnwalde) in 523 m n.m. vereinigen. Die Hauptquelle am Südhang des Berges Ptačí vrch (Lichtenberg; 562 m n.m.) ist in Granit gefasst und als Trinkbrunnen rekonstruiert.
In Staré Křečany (Alt Ehrenberg) fließt ihr ein aus Zahrady (Gärten) kommender, weiterer Quellbach zu. Von dort fließt die Mandau im nach Süden offenen Bogen zum östlich benachbarten Rumburk und in südöstlicher Richtung weiter durch Seifhennersdorf und Varnsdorf. Danach durchfließt sie in Richtung Osten einen weiteren Teil der Oberlausitz, in der ihr Wasser unter anderen über Großschönau, wo die Lausur zufließt, von Hainewalde durch das Roschertal bis Mittelherwigsdorf, wo das Landwasser zufließt und schließlich nach Zittau gelangt, wo sie direkt östlich der Stadt bei 227,7 m n.m. in die Lausitzer Neiße mündet.

## Etymologie
Als Schreibweise aus dem 14. Jahrhundert ist Mandw bekannt. Damals gab es auch einen Zittauer Stadtteil Mandow und eine porta Mandauie = Mandau-Pforte. Der Name lässt sich auf das slawische mantava für trübes Wasser zurückführen.

## Wasserführung und Folgen
Die Mandau ist einer der Wasserläufe in der südlichen Oberlausitz, der sich durch eine sehr unregelmäßige Wasserführung auszeichnet. Zudem sind in historischen Beschreibungen eine Vielzahl an Überschwemmungen in den Orten Großschönau, Hainewalde und Zittau mit Schäden an Häusern, Brücken und an Menschenleben erwähnt. Aus diesem Grund wurde bereits Mitte des 19. Jahrhunderts von Fachleuten darüber nachgedacht, die Überschwemmungsgefahr wenigstens teilweise durch Regulierungen einzudämmen. Im April 1895 wurden in Zittau Arbeiten begonnen, die ein 40 Meter breites und 5,15 Meter tiefes Hochflussbett sowie Dämme schaffen sollten. Dadurch ergab sich eine deutliche Verkürzung des Flusslaufs um 400 Meter zwischen der Olbersdorfer Brücke und der Mündung, da die Mandau in diesem Bereich zuvor sehr mäandrierend verlief. Die damaligen Baukosten machten 1 Million Mark aus.
Seit dem Beginn des 20. Jahrhunderts folgten weitere Regulierungen durch Ausbaumaßnahmen auch auf allen übrigen Teilabschnitten der Mandau, vor allem in den Orten und an den Eisenbahnstrecken.

## Schutzgebiete
Die Mandau ist abschnittsweise sowohl als Landschaftsschutzgebiet Mandautal als auch als FFH-Gebiet „Mandautal“ geschützt.

## Sonstiges
Nach Feststellung von Grosser (1714) gab es „zu Zittau an der Mandau die schönsten Leinwand-Bleichen“.
Die Zittauer Mandau-Kaserne ist nach ihr benannt.